# Taiwanostethus
Taiwanostethus là một chi bọ cánh cứng trong họ 
Elateridae.
Chi này được miêu tả khoa học năm 1994 bởi Kishii.

## Các loài
Chi này gồm các loài:
- Taiwanostethus tanidai Kishii, 1994